# Kendal Mint Cake

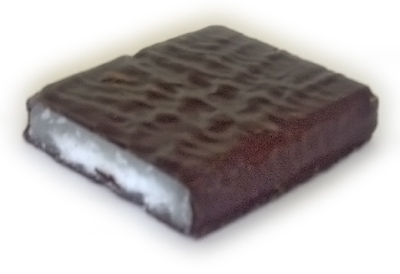
Kendal Mint Cake recubierto de chocolate.

El Kendal Mint Cake es una golosina a base de glucosa con sabor a menta. Procede de Kendal, en Cumbria (Inglaterra), y es popular entre los escaladores y montañeros, especialmente ingleses, como alimento energético.

## Historia
El Kendal Mint Cake fue desarrollado en 1869 por Joseph Wiper, que empezó a fabricarlo en su pequeña fábrica de Kendal. Se cree que hizo el descubrimiento por error, y que de hecho estaba intentando elaborar caramelos de menta claros. Wiper fundó la compañía Wiper's Mint Cake.
Actualmente hay tres compañías que siguen produciendo Kendal Mint Cake en Kendal:
Romney's

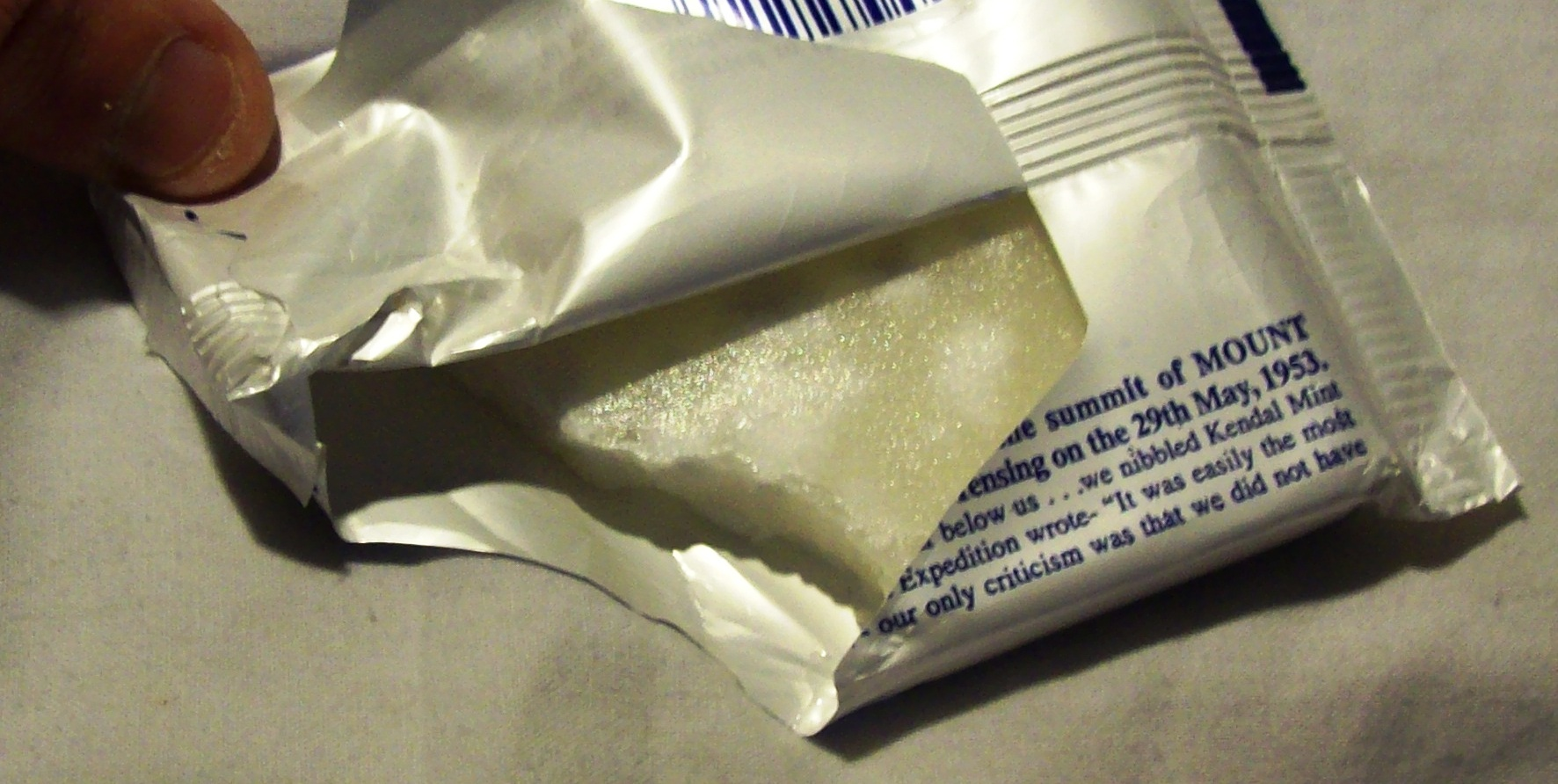
Romney's Kendal Mint Cake.

Romney's fue fundada en 1918 y usaba una antigua receta para crear su Mint Cake. Esta versión se vendía en Kendal y era enviada por tren a otras regiones del noroeste. En 1987, Romney's compró Wiper's Mint Cake a Harry Wiper, que la habría heredado en 1960 cuando su padre murió.
Wilson's
Wilson's Mint Cake fue fundada en 1913, cuando James Wilson compró una fábrica en la zona llamada Stricklandgate de la ciudad. Anteriormente había fabricado y distribuido variedades de toffee, pero decidió concentrarse en el Mint Cake. En 1966 la firma se trasladó a su actual ubicación en la zona de Cross Lane.
Quiggin's

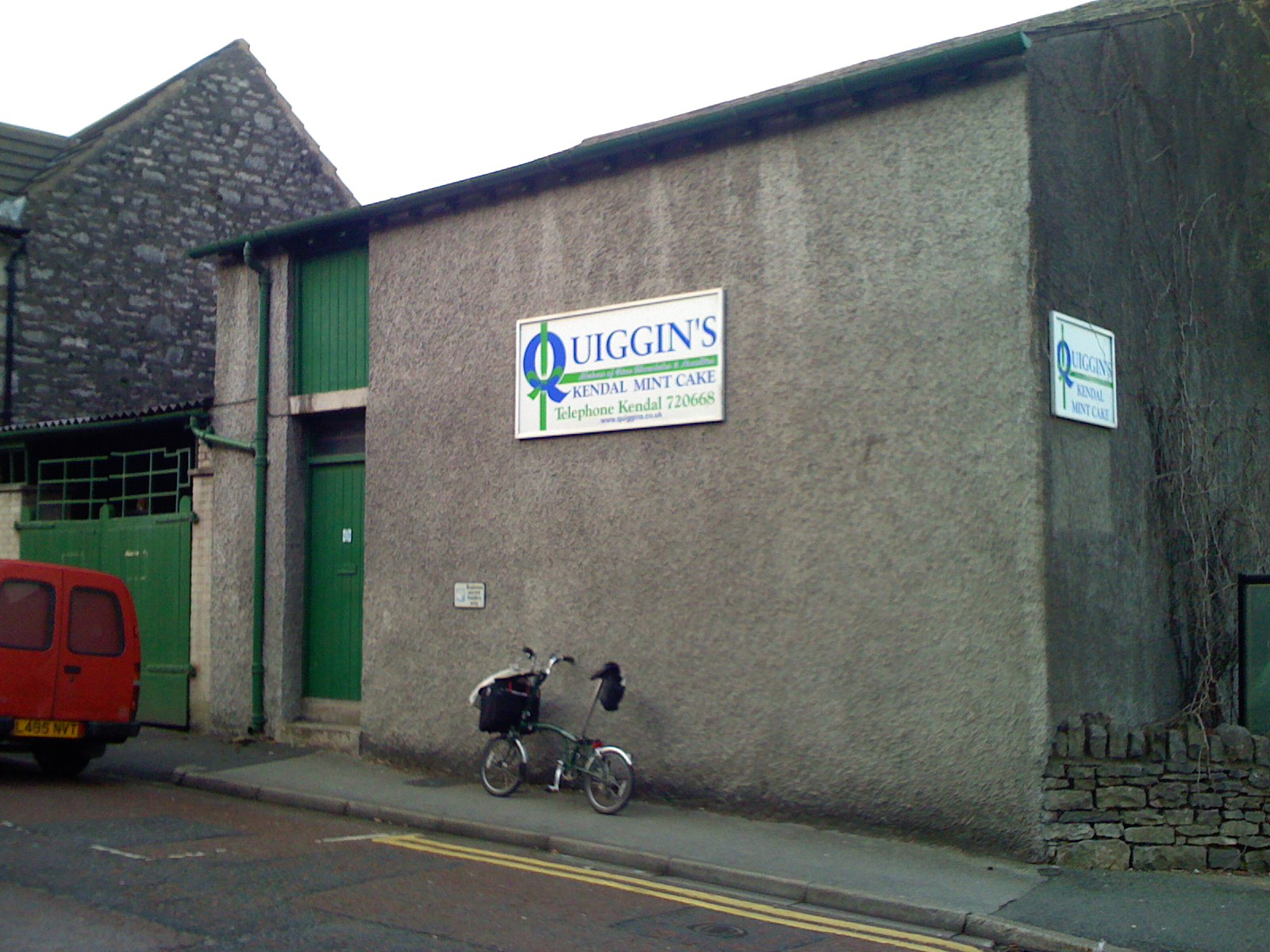
La fábrica de Quiggin's en Low Fellside (Kendal, Inglaterra).

Quiggin's es la compañía superviviente más antigua de Mint Cakes. La familia Quiggin había estado elaborando golosinas desde 1840 en la Isla de Man y cuando uno de los cuatro hijos se trasladó a Kendal en 1880, se fundó la compañía de Mint Cakes.

## Proceso de fabricación
El Kendal Mint Cake se hace con azúcar, glucosa, agua y aceite de menta. Aunque la receta exacta y el proceso de fabricación se mantienen en secreto, se sabe que se crea de la siguiente forma:
1. Se cuecen el azúcar, la glucosa, el agua y el aceite de menta en una sartén de cobre.
2. Se remueve continuamente la mezcla (si esto, el producto resultante sería claro).
3. Se vierte la mezcla en molde y se deja reposar, tras lo cual se divide en barritas individuales.

Actualmente existen muchos tipos de Mint Cake, siendo las tres versiones más populares la elaborada con azúcar blanquilla, la de azúcar moreno y la cubierta de chocolate.